# 拉热讷夫鲁瓦
拉热讷夫鲁瓦（法語：La Genevroye，法語發音：[la ʒənvʁwa]）是法国上马恩省的一个市镇，属于肖蒙区。

## 地理
拉热讷夫鲁瓦（48°16'43"N, 5°3'13"E）面积2.83 平方千米，位于法国大東部大區上马恩省，该省份为法国东北部内陆省份，北起马恩省和默兹省，西接奥布省，西南接科多尔省，东南接上索恩省，东临孚日省。
与拉热讷夫鲁瓦接壤的市镇（或旧市镇、城区）包括：米尔贝勒、维尼奥里。

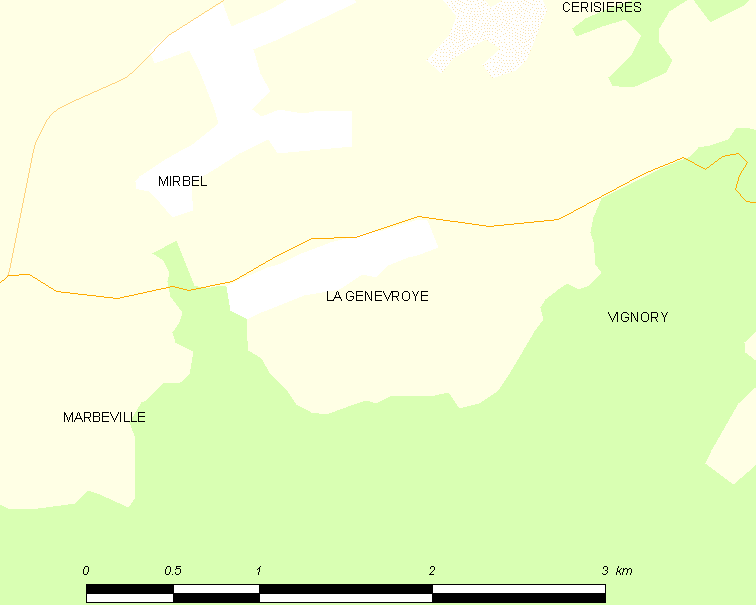
拉热讷夫鲁瓦的OSM定位图

拉热讷夫鲁瓦的时区为UTC+01:00、UTC+02:00（夏令时）。

## 行政
拉热讷夫鲁瓦的邮政编码为52320，INSEE市镇编码为52214。

## 政治
拉热讷夫鲁瓦所属的省级选区为博洛涅县。

## 人口

1962-2008年间拉热讷夫鲁瓦人口变化图示

拉热讷夫鲁瓦于2022年1月1日时的人口数量为29人。